# Orusts västra landsfiskalsdistrikt
Orusts västra landsfiskalsdistrikt var 1918-1941 ett landsfiskalsdistrikt i Göteborgs och Bohus län, bildat när Sveriges indelning i landsfiskalsdistrikt trädde i kraft den 1 januari 1918, enligt beslut den 7 september 1917. Landsfiskalsdistriktet avskaffades den 1 oktober 1941 (genom kungörelsen 28 juni 1941) när Sverige fick en ny indelning av landsfiskalsdistrikt och dess område överfördes till det nybildade Orusts landsfiskalsdistrikt.
Landsfiskalsdistriktet låg under länsstyrelsen i Göteborgs och Bohus län.

## Ingående områden

### Från 1918
Orusts västra härad:
- Fiskebäckskils landskommun
- Grundsunds landskommun
- Gullholmens landskommun
- Käringöns landskommun
- Mollösunds landskommun
- Morlanda landskommun
- Skaftö landskommun
- Tegneby landskommun